# Ернест Пероно
Ернест Натанијел Пероно (енгл. Ernest Nathaniel Peronneau; Чарлстон, 7. март 1902 — Бруклин, 26. март 2014) био је амерички суперстогодишњак који је према гинисовој књизи рекорда носио титулу најстаријег живог мушкарца на свету у периоду од 13. септембра 2013. до 26. марта 2014. године.

## Биографија
Ернест Пероно рођен је у Чарлстону, Јужна Каролина, Сједињене Америчке Државе, 7. марта 1902. године. Његови родитељи су били Џејмс Финли Пероно и Флоренс Пероно. Са 16 година преселио се у Њујорк, где је живео са седам мајчиних сестара (теткама). У неком тренутку оженио се Елом Питс, која је преминула крајем 1930-их, а он је сам одгајао њихова два сина (Милтона и Роберта).
Јануара 1948. године, постао је члан Међународне уније зидара и удружених занатлија. Био је приморан да се пензионише са 66 година због анеуризме мозга. Његов син Милтон преминуо је 1960-их, док је Роберт преминуо у јулу 2013. године, у 81. години.
Био је активиста за грађанска права и радио за национално удружење за унапређење права црнаца и био је активно укључен у Покрет Маркуса Гарвија. Његова путовања су га одвела у разне делове света, укључујући Африку, Хаити, Бразил, и Кубу.
13. септембра 2013, након смрти 112-годишњег Салустијана Санчеза, постао је најстарији живи мушкарац на свету.
Ернест Пероно преминуо је у Бруклину, Њујорк, Сједињене Америчке Државе, 26. марта 2014. године, у доби од 112 година и 19 дана. Након његове смрти, тада 111-годишњи Артуро Ликата из Италије, преузео је титулу најстаријег живог мушкарца на свету.